# Charnley River
Charnley River är ett vattendrag i Australien. Det ligger i delstaten Western Australia, omkring 2 000 kilometer nordost om delstatshuvudstaden Perth.
Omgivningarna runt Charnley River är huvudsakligen savann. Trakten runt Charnley River är nära nog obefolkad, med mindre än två invånare per kvadratkilometer. Savannklimat råder i trakten. Genomsnittlig årsnederbörd är 1 579 millimeter. Den regnigaste månaden är februari, med i genomsnitt 430 mm nederbörd, och den torraste är augusti, med 1 mm nederbörd.